# خاتشبار (أرارات)
مدينة كاتشيبار (بالأرمينية:Խաչփառ) (بالإنجليزية: Khachpar)‏ هي إحدى المدن التابعة لمقاطعة أرارات في أرمينيا. يقدر عدد سكانها بـ 1812 نسمة حسب الإحصاء الذي جرى عام 2011.